# Microrégion d'Araxá
 (février 2025).
Si vous disposez d'ouvrages ou d'articles de référence ou si vous connaissez des sites web de qualité traitant du thème abordé ici, merci de compléter l'article en donnant les références utiles à sa vérifiabilité et en les liant à la section « Notes et références ».
La microrégion d'Araxá est l'une des sept microrégions qui subdivisent la région du triangle mineiro et Haut-Paranaíba, dans l'État du Minas Gerais au Brésil.
Elle comporte 10 municipalités qui regroupaient 185 072 habitants en 2006 pour une superficie totale de 14 104 km2.

## Municipalités[1]
- Araxá
- Campos Altos
- Ibiá
- Nova Ponte
- Pedrinópolis
- Perdizes
- Pratinha
- Sacramento
- Santa Juliana
- Tapira